# Treindienstregeling 2021 in Nederland
De dienstregeling 2021 van de spoorvervoerders in Nederland geldt vanaf zondag 13 december 2020. Naast de hieronder vermelde wijzigingen vonden enkele kleine wijzigingen plaats. Dit waren wijzigingen van vertrek of aankomsttijden van een enkele minuut, of een enkele extra of vervallen treinrit.

## Gesloten station
- Sappemeer Oost - Per 13 december 2020 sloot het station Sappemeer Oost om extra treinen op het baanvak tussen Groningen en Winschoten mogelijk te maken.

## Wijzigingen regio Noord
- Tussen Leeuwarden en Groningen gaan 2 in plaats van 1 sneltreinen per uur rijden. Beide sneltreinen zullen onderweg stoppen op Feanwâlden en afwisselend op óf Buitenpost of op Zuidhorn.
- Tussen Leeuwarden en Sneek / Stavoren verandert de frequentie. Tussen Leeuwarden en Sneek gaan 2 treinen per uur rijden (dit waren er 3), waarvan er 1 doorrijdt naar Stavoren.

In de middagspits rijden beide treinen door naar Stavoren en terug. Per 11 april 2021 zal ook in de ochtendspits een extra trein uit Stavoren komen.
Tussen Leeuwarden en Sneek zullen naast deze treinen in de spits 2 extra treinen per uur gaan rijden, enkel in de spitsrichting. Deze spitstreinen naar Sneek (in de middag; naar Leeuwarden in de ochtend) stoppen onderweg niet in Mantgum.
- Tussen Winschoten en Groningen zullen in de ochtendspits 4 en in de middagspits 8 extra treinen in beide richtingen rijden. Deze treinen stoppen alleen in Winschoten, Scheemda, Groningen Europapark en Groningen.

## Wijzigingen regio Oost
In de avonduren en in het weekend rijdt er elk uur een sneltrein tussen Apeldoorn en Winterswijk. Tussen Apeldoorn en Zutphen stopt deze sneltrein onderweg niet; en vanaf Zutphen op alle tussengelegen stations. Door deze sneltrein rijdt er in de avonduren en in het weekend slechts één stoptrein per uur die wel stopt op alle stations tussen Apeldoorn en Zutphen. Op werkdagen overdag is de dienstregeling onveranderd tussen Apeldoorn en Zutphen en blijven er twee stoptreinen rijden die op alle tussengelegen stations stoppen.

## Wijzigingen regio Midden
Door de wijziging van spoorinfrastructuur rond Naarden-Bussum in 2020 is het mogelijk om de sprinters tussen Naarden-Bussum en Baarn sneller te laten rijden. Hierdoor ontstaat een kans om een aansluiting te creëren op station Baarn tussen Sprinters van/naar Weesp en Amsterdam en van/naar Soest en Den Dolder. Als gevolg van het enkelspoor tussen Den Dolder en Baarn kan de snelle overstap slechts in één richting worden aangeboden en wordt de reistijd tussen Baarn en Utrecht Centraal drie minuten langer. In de ochtenduren biedt NS een korte overstap in Baarn vanuit Soest richting Amsterdam, vanaf 13:00 uur is de korte overstap in Baarn vanuit Amsterdam richting Soest.

## Wijzigingen regio Zuid
De sprinter tussen Nijmegen en 's-Hertogenbosch gaat ook op zondag twee keer per uur rijden. Om de frequentieverhoging rendabel te maken wordt op zondag de sprinterfrequentie tussen Nijmegen en Arnhem Centraal teruggebracht van drie keer per uur (met een korte periode van vier keer per uur) naar twee keer per uur. De zes intercity’s per uur op dit traject blijven wel rijden.

## Internationaal
- De Intercity Berlijn rijdt van Amsterdam Centraal naar Duitsland 2 tot 4 keer per dag en van Duitsland naar Amsterdam Centraal 2 keer per dag tot ongeveer 10 minuten sneller binnen Nederland dan voorheen. Een paar van deze Intercity's stoppen niet in Apeldoorn. Ter compensatie zal er dan een extra binnenlandse Intercity rijden tussen Deventer en Amsterdam Centraal. De overige Intercity's van/naar Berlijn behouden ongeveer de zelfde reistijden als voorheen.
- Het was de bedoeling dat de nachttreinverbinding Amsterdam - Wenen/Innsbruck (NightJet) zou starten met ingang van de dienstregeling 2021. Echter in verband met de coronacrisis is dit tot mei 2021 uitgesteld.[1]
- Thalys wijzigt bepaalde rijtijden en voegt op sommige momenten een extra treinstel toe.
  - Op maandag tot en met vrijdag gaat een extra vroege Thalys rijden van Brussel-Zuid (vertrek 5:52 uur) naar Amsterdam Centraal (aankomst om 7:44 uur);
  - Op maandag tot en met donderdag gaat de laatste Thalys vanuit Marne-la-Vallée - Chessy (nabij Disneyland Paris) via Brussel-Zuid naar Nederland een uur later rijden;
  - Op zondag tot en met vrijdag en gaat de laatste Thalys vanuit Amsterdam Centraal naar Brussel-Zuid een uur later rijden;
  - Op zondag tot en met vrijdag vertrekken de treinen naar Charles de Gaulle Airport en Marne-la-Vallée Chessy een uur later. Hiermee wordt een wijziging die met de dienstregeling van 2020 was ingegaan weer teruggedraaid.
- De frequentie van de Eurostar van en naar Londen St Pancras wordt verhoogd van 3 naar 4 treinen per dag per richting.

## Tussentijdse wijzigingen in de dienstregeling

### Per ingang dienstregeling
Als gevolg van de coronacrisis zijn de versoberingen in de dienstregeling, die op 19 oktober 2020 bij de Nederlandse Spoorwegen ingingen nog van kracht. Zie de externe link.
Vanaf deze datum is tijdelijk gestopt met sommige Intercity's en sommige extra spitstreinen en met bepaalde weekendnachttreinen bedoeld voor het uitgaanspubliek. Het reguliere nachtnet blijft ongewijzigd.
Deze versoberde dienstregeling zorgt ervoor dat onder meer de volgende treinen niet rijden:
- Intercity 2000 Deventer - Utrecht - Den Haag v.v.
- Intercity 2800 Utrecht - Rotterdam v.v.
- Intercity 3900 Amsterdam - Sittard v.v. (Enkhuizen - Amsterdam en Sittard - Heerlen rijden wel)
- Intercity Haarlem - Alkmaar
- Sprinter 's-Hertogenbosch - Oss
- Sprinter Assen - Groningen
- Sprinter Utrecht Centraal - Houten Castellum
- Sprinter Uitgeest - Veenendaal Centrum
- Sprinter Rotterdam Centraal - Gouda Goverwelle
- Sprinter Den Haag Centraal - Gouda Goverwelle
- Sprinter Leiden Centraal - Alphen aan den Rijn
- Sprinter Amersfoort Centraal - Harderwijk.

Vanaf de periode tussen eind april en halverwege juni zijn geleidelijk deze treinen weer allemaal gaan rijden.
Ook de treindienst bij Arriva heeft direct bij het ingaan van de nieuwe dienstregeling een wijziging.
Zo was het de bedoeling dat alle treinen vanuit Groningen naar Roodeschool tot 20.00 uur zouden doorrijden tot aan Eemshaven, echter zijn deze plannen tot nader order uitgesteld.

### Per 6 september
Per 6 september 2021 zal de sprinter Leeuwarden - Meppel op werkdagen 2x per uur doorrijden naar Zwolle. Hierdoor zijn de tussengelegen stations die niet aangedaan worden door de intercity weer rechtstreeks verbonden met Zwolle. In de avonduren en in het weekend blijft de sprinter 1x per uur rijden tussen Leeuwarden en Meppel. In dat geval dienen reizigers naar Zwolle over te stappen in Meppel.

## Proef tienminutentreinen
Vanaf woensdag 8 september 2021 werden op elke woensdag tot de aanvang van de dienstregeling 2022 proeven gehouden met de tienminutentreinen. De bedoeling hiervan was om te zien of er eventueel nog (kleine) aanpassingen nodig waren aan bijvoorbeeld de infrastructuur of aan de dienstregeling voordat deze definitief ingaat op 12 december 2021.
De proef vindt plaats met intercity's tussen Rotterdam Centraal - Leiden Centraal - Schiphol Airport en tussen Schiphol Airport - Utrecht Centraal - Arnhem Centraal en met de Sprinters Rotterdam Centraal - Dordrecht.
Hierbij zullen op de genoemde trajecten elke 10 minuten een intercity of Sprinter rijden.
Ten opzichte van de huidige dienstregeling komt er een extra intercity bij: 3200 Rotterdam Centraal - Leiden Centraal - Schiphol Airport - Utrecht Centraal - Arnhem Centraal.
Echter door de beperkte overstapmogelijkheden is het niet mogelijk om deze route 6 keer uur te bereizen.
Daarnaast komt er een extra Sprinter bij tussen Rotterdam en Dordrecht.

### Schiphol - Utrecht - Arnhem/Rhenen
Tussen Schiphol en Arnhem kan er 4 keer per uur rechtstreeks en 2 keer per uur met overstap in Utrecht Centraal gereisd worden. Tussen Schiphol en Arnhem stoppen alle treinen sowieso op Schiphol, Amsterdam Zuid, Amsterdam Bijlmer Arena, Utrecht Centraal, Ede-Wageningen en Arnhem Centraal.
- De Intercity 3000 Den Helder - Nijmegen zal in Driebergen-Zeist in plaats van Veenendaal-De Klomp stoppen.
- De Intercity 3100 Schiphol Airport - Nijmegen zal niet in Driebergen-Zeist en Veenendaal-De Klomp stoppen.
- De Intercity 3200 Rotterdam Centraal - Schiphol Airport - Arnhem Centraal, welke nieuw in de dienstregeling is, zal stoppen op Veenendaal-De Klomp.

De series 3000 en 3100 rijden op de overige dagen met de stops volgens de dienstregeling van 2021 en niet zoals hierboven.
De reistijd tussen Schiphol, Utrecht en Arnhem is niet geheel gelijk tussen alle intercity's. Dit kan enkele minuten schelen. Dit heeft onder andere te maken met de drukte op de verbindingen rond Schiphol en tussen Arnhem en Nijmegen.
De Sprinter 7300 Breukelen - Rhenen rijdt behalve op zaterdag en zondag, nu ook op woensdag tussen Breukelen en Rhenen. De Sprinter 7400 Uitgeest - Utrecht Centraal - Rhenen rijdt op woensdag niet tussen Driebergen-Zeist en Rhenen, tijdens de spits rijdt deze Sprinter nog wel door naar Veenendaal Centrum.
Door deze aanpassing rijden er op woensdag om het kwartier Sprinters tussen Driebergen-Zeist, Utrecht Centraal en Breukelen.

### Rotterdam Centraal - Leiden Centraal - Schiphol Airport
Tussen Rotterdam en Schiphol bestaan via Leiden Centraal 4 keer per uur een rechtstreekse verbinding en 2 keer per uur met overstap in Leiden Centraal. Al deze intercity's stoppen in Rotterdam Centraal, Schiedam Centrum, Delft, Den Haag HS, Den Haag Laan van NOI, Leiden Centraal en Schiphol.
Doordat er 2 extra intercity's rijden, zullen de intercity's Amsterdam Centraal - Brussel waarvan er 4 per dag in Den Haag HS beginnen/eindigen allemaal beginnen en eindigen in Amsterdam Centraal. Vervolgens rijden zij allemaal over de HSL en doen Den Haag HS niet meer aan.
Door de tienminutentrein is de dienstregeling van de Sprinters tussen Hoorn Kersenboogerd/Amsterdam Centraal en Den Haag Centraal aangepast.
Op woensdag rijdt de Sprinter Zwolle - Amsterdam Centraal - Den Haag Centraal niet tussen Leiden Centraal en Den Haag Centraal. De Sprinter Hoorn Kersenboogerd - Leiden Centraal rijdt op woensdag juist wel door naar Den Haag Centraal. Echter zijn de tijden van deze Sprinters met ongeveer 10 minuten opgeschoven tussen Hoorn Kersenboogerd en Leiden Centraal. In de ochtendspits naar Den Haag en in de middagspits naar Hoorn is tussen Hoorn Kersenboogerd en Zaandam de dienstregeling zelfs met 15 minuten opgeschoven. Dit heeft te maken met de spits-intercity's tussen Enkhuizen en Amsterdam Centraal.

### Rotterdam Centraal - Dordrecht
Tussen Rotterdam Centraal en Dordrecht zullen er 6 Sprinters per uur gaan rijden. Door de beperkte spoorcapaciteit tussen Delft Campus en Rijswijk is het nog niet mogelijk om deze Sprinters ook naar Den Haag te laten rijden.

## Bron
- NS dienstregeling 2021: Herkenbare dienstregeling, website Nederlandse Spoorwegen, november 2020
- Bijlage bij Adviesaanvraag dienstregeling 2021[dode link], website LOCOV, 2020
- Besluit dienstregeling 2021, website LOCOV, 2020

1970 
· 2007-2009
(2008 
· 2009)
· 2010 
· 2011 
· 2012
· 2013
· 2014
· 2015
· 2016
· 2017
· 2018
· 2019
· 2020
· 2021
· 2022